# Сан Касијано (Мантова)
Сан Касијано је насеље у Италији у округу Мантова, региону Ломбардија.
Према процени из 2011. у насељу је живело 261 становника. Насеље се налази на надморској висини од 115 м.